# Цветко Мартиновський
Цве́тко Мартино́вський (мак. Цветко Мартиновски; *25 березня 1930, Скоп'є, Королівство сербів, хорватів і словенців, тепер Північна Македонія — †27 квітня 1995, там же, Македонія) — македонський письменник-прозаїк, журналіст і перекладач.

## З біографії
Цветко Мартиновський народився 25 березня 1930 року в Скоп'є.
Здобув середню освіту. 
Працював на Радіо Скоп'є, а також у численних періодичних виданнях, зокрема у найвідомішій македонській газеті «Нова Македонія» („Нова Македонија“), а також „Трудбеник“, „Просвета“ та „Вечер“, крім того секретарем редакції часопису „Современост“ та редактором у „Нова Македонија“. 
Був членом Спілки письменників Македонії починаючи з 1953 року.
Помер 27 квітня 1995 року в столиці вже незалежної македонської держави місті Скоп'є.

## Творчість і визнання
Цветко Мартиновський — автор збірок оповідань.
Бібліографія:
- «Лунінці» (Луњинци, оповідання) — 1955;
- «Вечори та світанки» (Квечерини и разденувања, оповідання) — 1959;
- «Друзі» (Пријатели, оповідання) — 1962;
- Вибрані оповідання (Одбрани раскази) — 1967.

За свою творчість здобув низку національних премій і нагород: «Золоте перо» („Златно перо“), „Кирил Пейчинович“, „Божидар Настев“, нагорода Авторської агенції Македонії. 
Українською мовою психологічне оповідання Цветка Мартиновського «Мертва петля» переклав Андрій Лисенко (увійшло до збірки «Македонська новела», яка вийшла 1972 року в серії «Зарубіжна новела» і за яку перекладач отримав міжнародну премію «Золоте перо»).